# Ourisia fuegiana
Ourisia fuegiana là một loài thực vật có hoa trong họ Mã đề. Loài này được Skottsb. mô tả khoa học đầu tiên năm 1916.